# Alain Renoir
 (novembre 2017).
Si vous disposez d'ouvrages ou d'articles de référence ou si vous connaissez des sites web de qualité traitant du thème abordé ici, merci de compléter l'article en donnant les références utiles à sa vérifiabilité et en les liant à la section « Notes et références ».
Alain Renoir est un professeur de littérature et un écrivain franco-américain, né le 31 octobre 1921 à Cagnes-sur-Mer (Alpes-Maritimes) et mort le 12 décembre 2008, à Esparto (Californie du Nord). Il est le fils du réalisateur et scénariste Jean Renoir.

## Biographie
Alain Renoir est l'unique fils de Jean Renoir, sa mère est la comédienne Catherine Hessling, il est donc le petit-fils du peintre Auguste Renoir et d'Aline Charigot. Adolescent, Alain Renoir a collaboré à quelques films de son père : silhouette dans Partie de campagne (1936), assistant opérateur sur La Bête humaine (1938) et sur La Règle du jeu (1939). En 1942, il rejoint son père aux États-Unis, s'engage dans l'armée américaine et part combattre dans le Pacifique.
Après la guerre, il entreprend des études de lettres anglaises et de littérature comparée, puis devient professeur à l'université de Californie à Berkeley.Considéré comme l'un des meilleurs spécialistes de la littérature anglaise du Moyen Âge, il a notamment publié des ouvrages sur Beowulf et sur John Lydgate (1370-1451).

## Vie privée
Marié à Jane Wager, Alain Renoir a trois enfants : John, Peter et Ann Renoir.